# 72. pehotna divizija (Avstro-Ogrska)
72. pehotna divizija (izvirno nemško 72. Infanterie-Division oz. nemško 72. Infanterietruppendivision) je bila pehotna divizija avstro-ogrske kopenske vojske, ki je bila aktivna med prvo svetovno vojno.

## Poveljstvo
Poveljniki 
- Georg Hefelle: avgust - oktober 1916
- Alexander Bandian: oktober 1916 - junij 1918